# フォコマート
フォコマート（Focomat ）とはエルンスト・ライツ社（現ライカ）の自動焦点式引き伸ばし機である。フォコマートV35を最後に製造中止されている。

## 概要
最初のフォコマートは1933年に発売された。この製品は24×36mm（ライカ）判であったが、1935年に6×9cm判まで使用可能なフォコマートII型が発売され、最初の製品はフォコマートIと改名された。以後ライカ判モデルはフォコマートIa（1940年）、フォコマートIb、フォコマートIc（1951年）、フォコマーター（1951年、業務用）、フォコマートV35（1979-1997年）を発売。6×9cm判モデルはフォコマートIIa（1937年）、フォコマートIIc（1954年）を発売。1997年にV35の製造中止をもって販売を終了した。パンタグラフ式の画面の中心が移動しない変倍機構が特徴である。

## ギャラリー

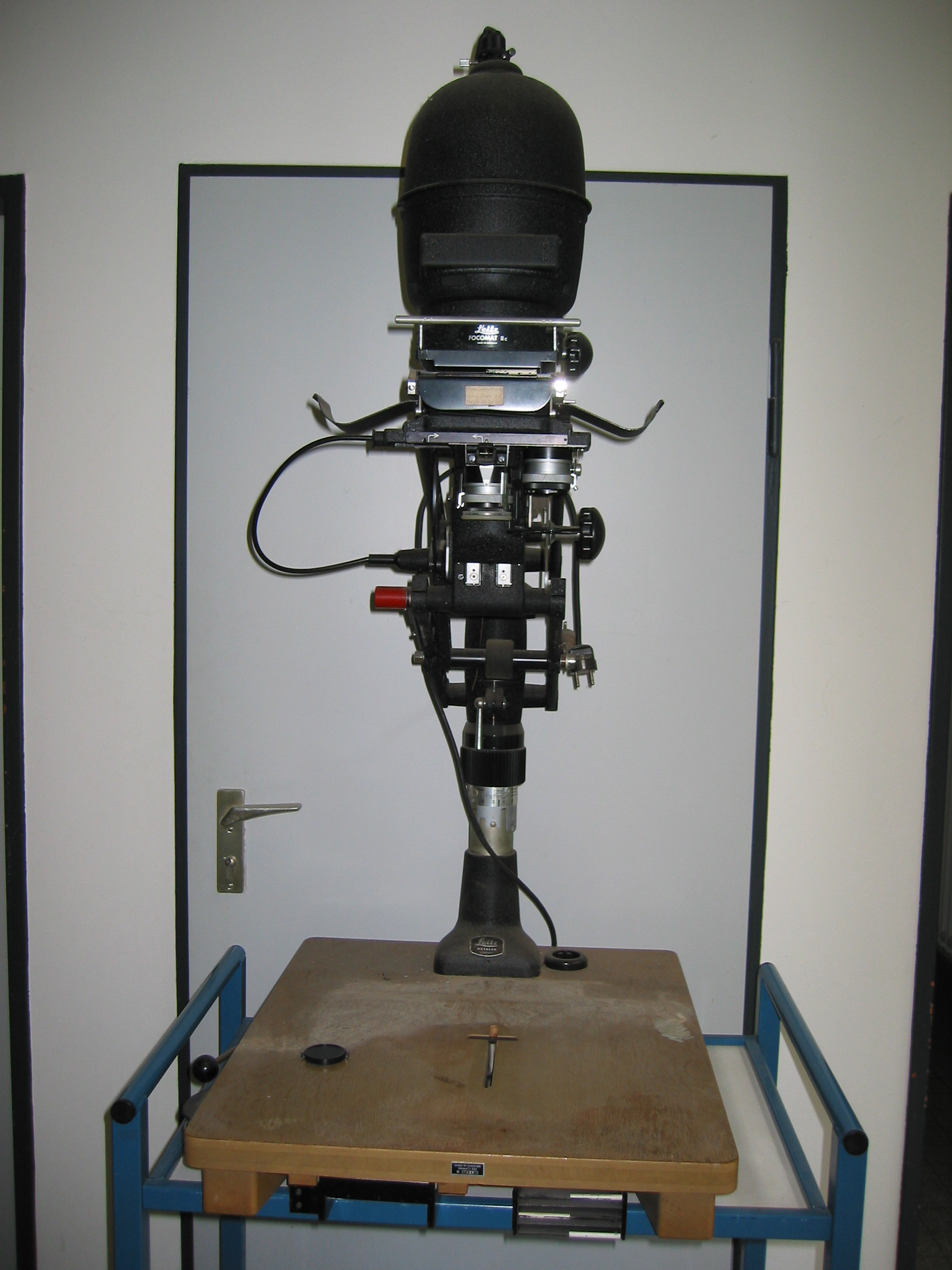
フォコマートIIc (正面全体)
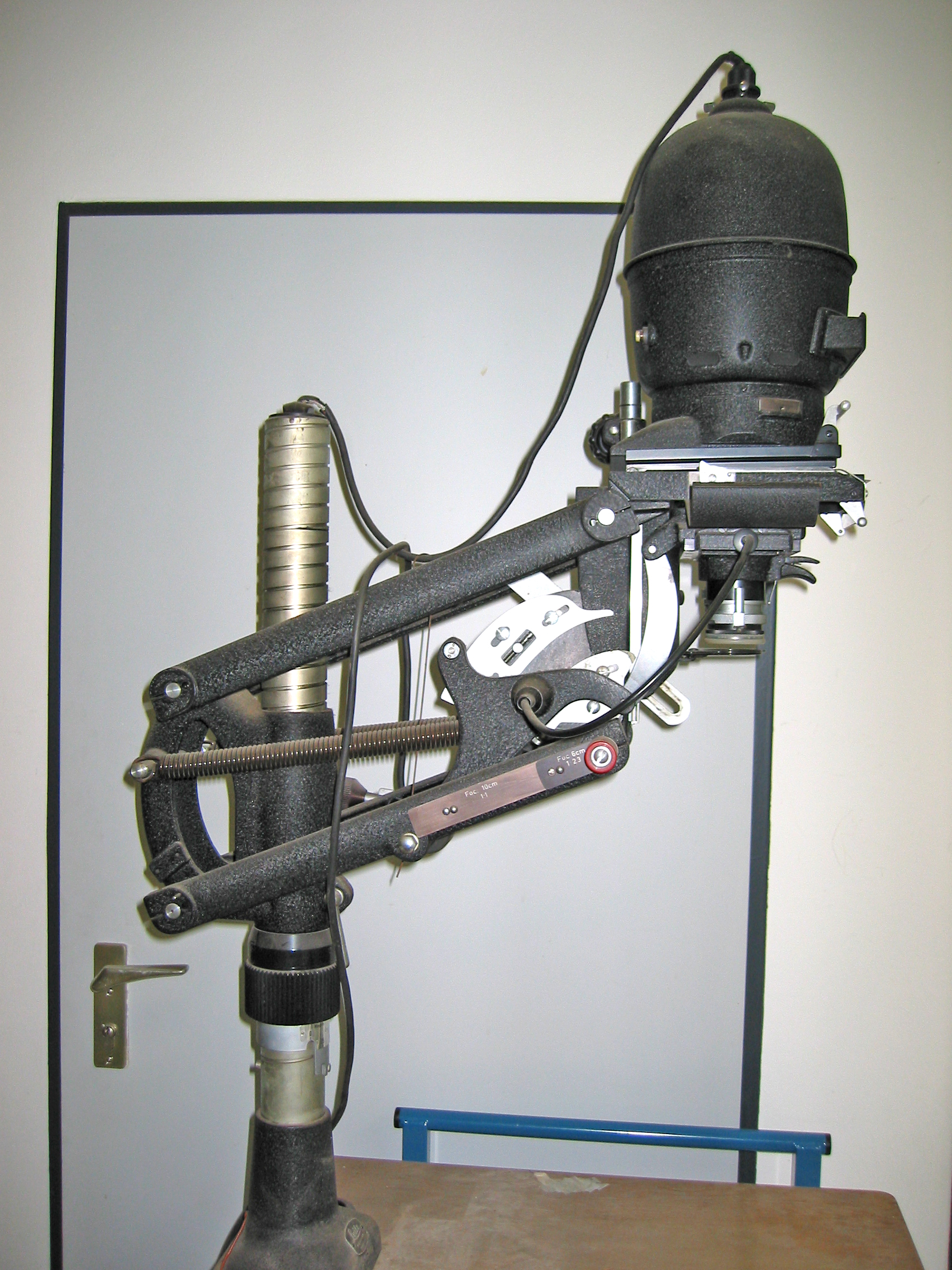
フォコマートIIc (側面)
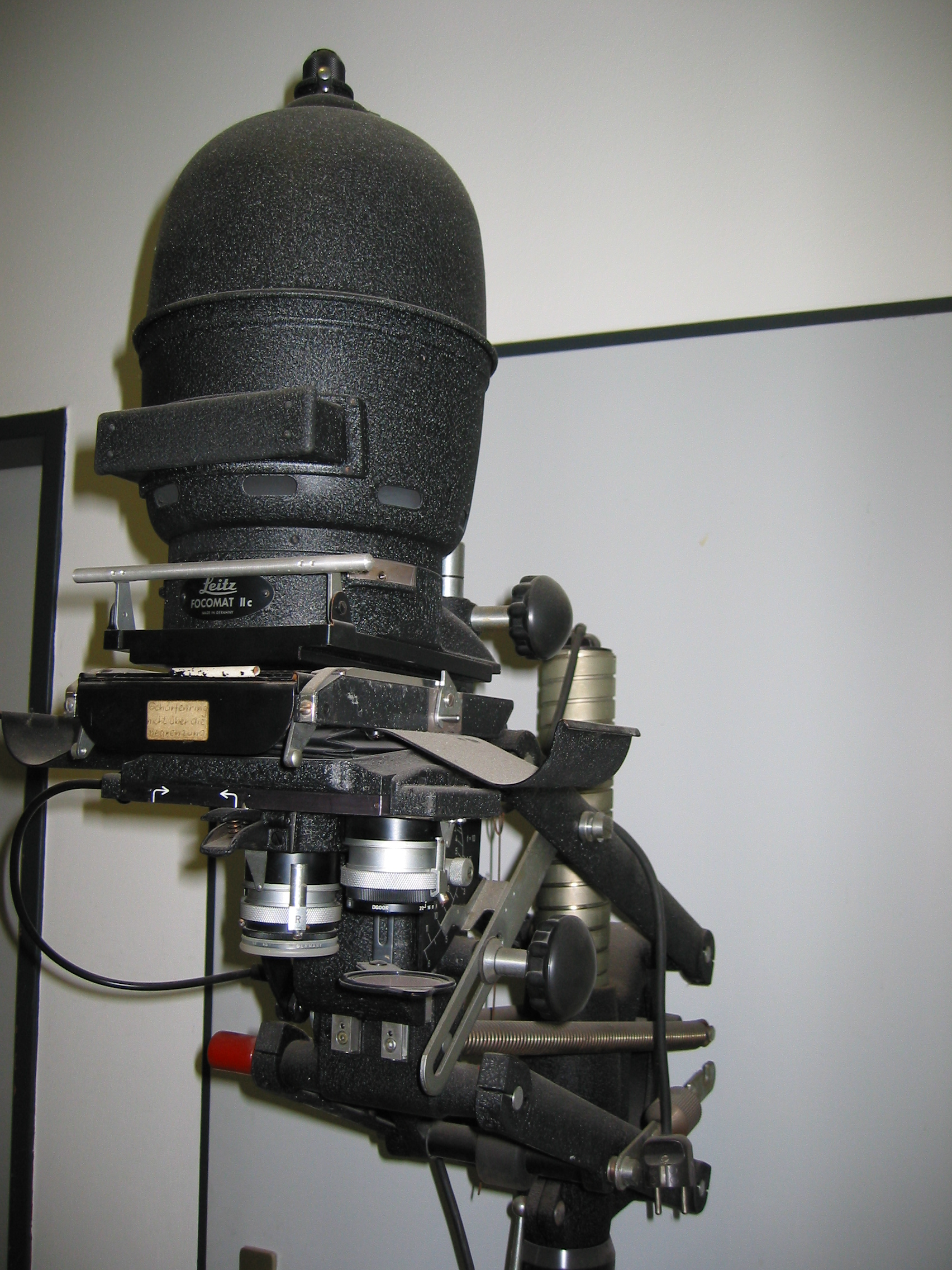
フォコマートIIc (ヘッド部)
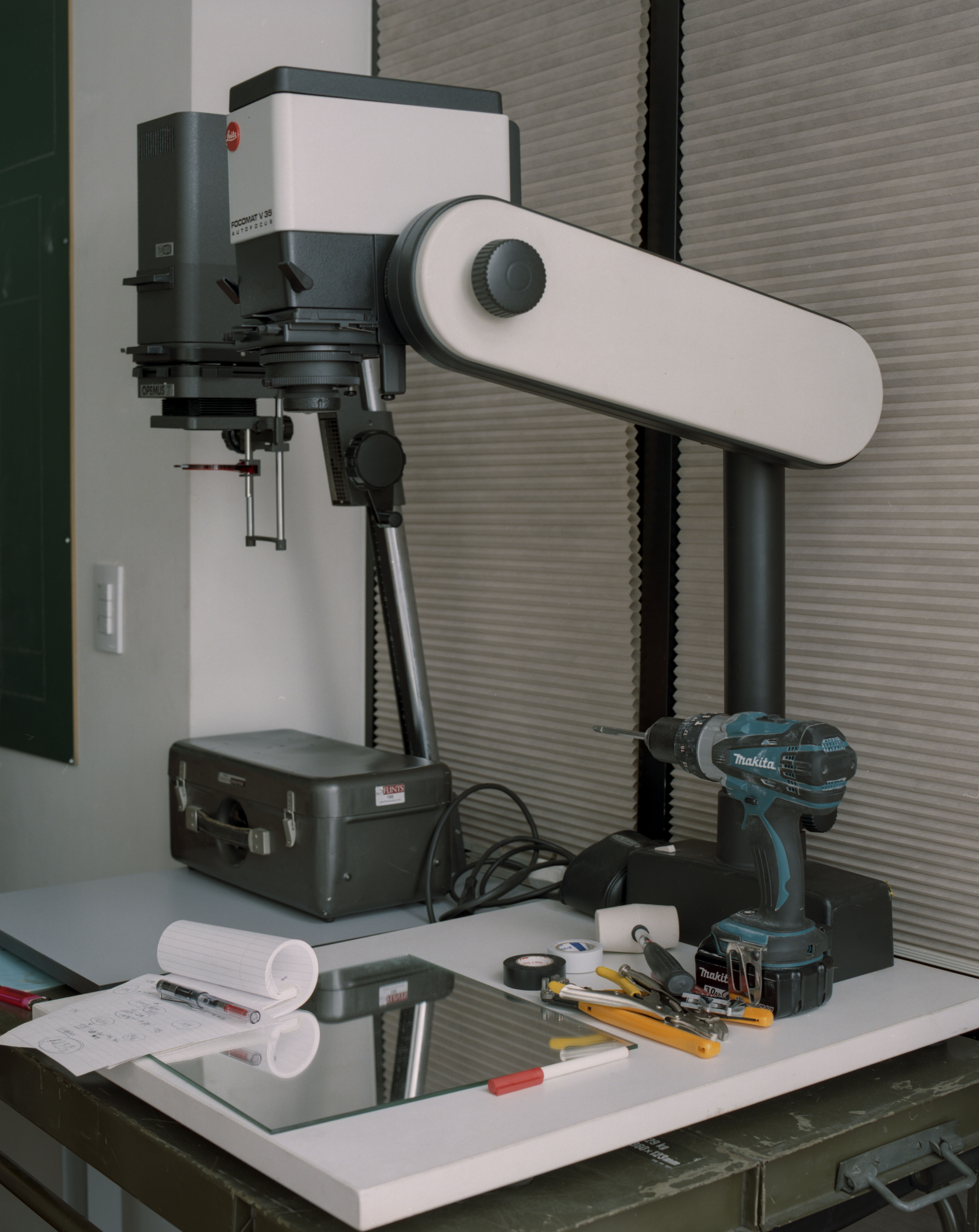
フォコマートV35 (写真手前)